# Benz Patent-Motorwagen No. 3
Benz Patent-Motorwagen No. 3 - автомобіль німецької компанії Benz & Cie., наступник першого автомобіля Benz Patent-Motorwagen No. 1.